# Denes nad Makedonija
Denes nad Makedonija (I dag över Makedonien, makedonska: Денес над Македонија, albanska: Sot mbi Maqedoninë) är Nordmakedoniens nationalsång, komponerades av Todor Skalovski (text Vlado Maleski) 1943 och antogs som nationalsång efter andra världskriget.
| Makedonska | Translitteration | Albanska | Svensk översättning |
| --- | --- | --- | --- |
| Денес над Македонија се раѓа, ново сонце на слободата! Македонците се борат, за своите правдини! Македонците се борат, за своите правдини! Одново сега знамето се вее, на Крушевската република! Гоце Делчев, Питу Гули, Даме Груев, Сандански! Гоце Делчев, Питу Гули, Даме Груев, Сандански! Горите македонски шумно пеат, нови песни, нови весници! Македонија слободна, слободно живее! Македонија слободна, слободно живее! | Denes nad Makedonija se ragja, novo sonce na slobodata! Makedoncite se borat, za svoite pravdini! Makedoncite se borat, za svoite pravdini! Odnovo sega znameto se vee, na Kruševskata Republika! Goce Delčev, Pitu Guli, Dame Gruev, Sandanski! Goce Delčev, Pitu Guli, Dame Gruev, Sandanski! Gorite Makedonski šumno peat, novi pesni, novi vesnici! Makedonija slobodna, slobodno živee! Makedonija slobodna, slobodno živee! | Sot mbi Maqedoninë, është duke u lind dielli i ri i lirisë. Maqedonasit Lufta për të drejtat e tyre! Mos qaj dashur nënë Maqedonisë, Ngrejë kokën krenari të lartë, Vjetër të rinj meshkuj dhe femra, këmbët janë ngritur! Tani edhe njëherë flamurin e fluturon (Që) të Krushevës Republika Gotse Delçev, Pitu Guli Dame Gruev, Sandanski! Pyjet e Maqedonisë këndojnë këngë të reja dhe lajme Maqedonia është çliruar Ajo jeton në liri! | I dag över Makedonien, föds (en) ny sol över friheten! Makedonierna (de) kämpar, för sina rättigheter! Makedonierna (de) kämpar för sina rättigheter! Pånytt nu flaggan fladdrar (i vinden), från Kruševo republiken Gotse Deltjev, Pitu Guli, Dame Gruev, Sandanski! Goce Delčev, Pitu Guli, Dame Gruev, Sandanski! De makedonska höjdernas skogar sjunger, nya sånger, nya nyheter! Makedonien är fritt, (och) lever i frihet! Makedonien är fritt, (och) lever i frihet! |